# PEB 공법

미 해군이 걸프만에 PEB공법으로 건물을 짓고 있다.

PEB 공법( - 工法, 영어: pre-engineered building)은 힘이 많이 걸리는 부분에는 구조부재를 크게 하고 힘이 적게 걸리는 부분에는 부재를 적게 해서 구조부재를 효율적으로 사용하는 공법. 이론적인 오점은 없으나 부정확한 시공 시 하중이 증가될 경우 좌굴 등의 문제가 발생할 수 있다.

## 같이 보기
- 경주 마우나오션리조트 체육관 붕괴 사고